# Hound-Dog Man (roman)
Hound-Dog Man is een roman uit 1949, geschreven door Fred Gipson. Het werk verkocht goed en werd in meerdere talen gepubliceerd. In 1959 werd een verfilming uitgebracht met in de hoofdrollen Fabian, Stuart Whitman en Carol Lynley.

## Verhaal
In 1912 halen Clint McKinney en zijn jongere broer Spud hun vader Aaron over om hen mee te laten gaan op jacht met hun oudere vriend, de rokkenjager Blackie Scantling. Aaron stemt toe, ondanks de terughoudendheid van zijn vrouw Cora.

## Trivia
- De oorspronkelijke titel van het boek was Clipped Wings. Gipson begon eraan te schrijven in 1944, legde het opzij en nam het in 1946 weer ter hand. Het boek werd voltooid in 1947 en gepubliceerd in 1949, zeven jaar voor zijn bekendere werk Old Yeller. [3]

- Gipson zei dat hij aanvankelijk van plan was om "een kort artikel gebaseerd op waargebeurde feiten voor een mannenblad" te schrijven, maar dat het "gewoon maar bleef groeien. Ik schreef over echte mensen die rechtstreeks uit mijn kindertijd kwamen en ik kon ze niet stoppen en uiteindelijk eindigde ik met een complete roman."[4]